# Typhlops oatesii
Typhlops oatesii este o specie de șerpi din genul Typhlops, familia Typhlopidae, descrisă de Boulenger 1890. Conform Catalogue of Life specia Typhlops oatesii nu are subspecii cunoscute.